# Battlestar Galactica Online
Battlestar Galactica Online (BSGO, BGO) — бесплатная браузерная MMOG в стиле sci-fi с элементами шутера, разработанная Норвежской студией Artplant на базе движка Unity и изданная в 2011 году. Открытый бета-тест стартовал 8 февраля 2011 года.
Идея, атмосфера игры и название происходит от одноимённого телесериала «Звёздный крейсер „Галактика“».
В настоящее время игра закрыта, сервера отключены, закончились права на использование идеи перед правообладателями — проблемы с лицензией и авторскими правами. Последний день работы игры — 31.01.2019.

## Сюжет
Люди создали сайлонов, но они вышли из-под контроля и восстали против создателей. Через 40 лет после первой Сайлонской войны машины вернулись и нанесли удар по Двенадцати Колониям. Видавшему виды звёздному крейсеру «Галактика» удалось уцелеть после атаки сайлонов. Прихватив с собой вереницу гражданских кораблей, люди отправились на поиски легендарной затерянной Тринадцатой Колонии — планеты Земля.
После многомесячного преследования со стороны армии сайлонов, звёздный крейсер «Галактика» и находящийся под его защитой колониальный флот объединились с крейсером «Пегас», также чудом спасшимся от машин. Вместе им удалось отомстить сайлонам и разрушить их корабль воскрешения. Сайлоны, ослеплённые яростью из-за потери корабля воскрешения, наносят колониям мощный ответный удар. Единственный шанс спастись «Галактика» видит в далёком прыжке. Но тут происходит нечто фатальное: сверхсветовые двигатели обоих флотов получают губительный энергоразряд, так что их отбрасывает далеко от намеченного курса.
Колониальный и сайлонский флоты оказываются в неизвестном секторе на краю галактики. Оба флота понесли тяжёлые потери. И у людей, и у сайлонов кончаются ресурсы. В этот переломный момент важно восстановить флот и вооружиться для финальной схватки за господство над системой, богатой тилиумом, металлами и водой. Колониальный флот отчаянно пытается спастись и продолжает поиски планеты Земля прежде, чем сайлоны наберутся сил для смертоносного удара.
Игрок принимает одну из сторон (людей или сайлонов) и помогает добывать своему флоту в этом участке космоса ресурсы, попутно уничтожая врагов. Разработчики обещают ввести некие эпичные миссии, которые могут влиять на общий сюжет, но сейчас все миссии сводятся к типовым задачам: убей, накопай, просканируй и удержи планетоид.

## Геймплей

### Космос и базы
Игрокам дают для исследования (и войны друг с другом) порядка 36 систем. Внутри системы можно перемещаться с помощью обычных двигателей.
Пространство полностью трёхмерно и бой идёт во всех измерениях, но все объекты внутри системы (астероидные поля и планетоиды) лежат вдоль определённой плоскости.
Между системами перемещения происходят с помощью джамп-драйва (FTL drive), каждый корабль имеет свой радиус прыжка (который можно проапгрейдить навыками/дополнительными устройствами на корабле). На прыжки тратится топливо — тилиум. Галактическая карта — двухмерная.
Также у каждой стороны имеются по две «домашние» системы, в которых находятся у людей Галактика и Пегас и, соответственно, базовые корабли у сайлонов. На эти корабли можно приземлиться и походить по их коридорам.
Кроме базовых станций в остальных системах могут быть Аванпосты (аутпосты). На станциях и аванпостах можно купить и улучшить оружие и различные модули компьютера брони и двигателя, запастись боеприпасами, продать космический мусор и починить корабль. На базовых системах можно купить новый и улучшить старый корабль.

### Бой
В бою управления оружием как такового нет (кроме как вообще его выключить), как только цель попадает в радиус действия и взята в прицел — пушки активируются автоматически и начинают стрелять. Стрельба ракетами ведётся вручную.

### Смерть
После смерти персонаж возрождается вместе с кораблём на ближайшей базе / аванпосте, откуда можно отправиться снова в бой.
В процессе боя корабль постепенно теряет очки прочности и его надо периодически чинить. С уничтоженных кораблей можно получать патроны, иногда модули и различного рода космический мусор, который можно продать на аванпосте за тилиум.

### Ресурсы
В игре пять видов ресурсов. Майнинг бывает двух видов. Первый происходит путём сканирования астероидов. Сканером можно обнаружить ценные ресурсы, которые добываются путём расстрела таких астероидов.
Второй — удерживание планетоида с ресурсами, пока его качает шахтёрский корабль.

## Корабли и кланы
Космические корабли в игре подразделяются на три класса по размерам: Strike (Страйк, АК), Escort (Эскорт, СК), Line (Линейный, ЛК). Внутри каждого класса существует разделение по специфике, но разделение это субъективное:
- Interceptor — перехватчики, очень быстрые корабли с малым запасом жизни. Берут своё за счёт скорости и маневренности, стряхнуть такой корабль с мёртвой зоны сложно.
- Assault — танки, высокая скорость регенерации, много брони.
- Command — электроника (командные, поддержка), имеют много слотов под модули электроники, что позволяет временно улучшать параметры своих кораблей в некотором радиусе вокруг себя. Скорость, маневренность, дальность пушек. Также могут ухудшать эти параметры у выбранного корабля противника.
- Multi — многоцелевой корабль, обладает средним запасом жизни, средней скоростью. Единственный в своём классе, который после апгрейда имеет больше всего слотов под оружие.

#### Оружие
Оружие в игре Battlestar Galactica Online представлено разных типов.
Основным являются пушечные турели. Цвет снарядов у Колоний — красный, у Сайлонов — синий. Так же выстрелы из орудий АК имеют разный звук выстрела у людей и сайлонов. Турели в свою очередь делятся на три типа дальности.
Второй тип оружия — ракеты, они бывают тоже разных типов дальности а также само-наводящиеся и без само-наводки. DPS от ракет меньше и их можно сбить, но на них не действует количество уклонения противника.
Оружие может улучшаться в 2 направлениях (в зависимости от типа пушки) — на увеличение дальности либо на шанс критического попадания.

#### Модули
Корабли можно укомплектовывать различным оружием и модулями, которые улучшают те или иные характеристики корабля.

#### Умения
Система умений в космической игре Battlestar Galactica Online, напоминает EvE Online. Имеется порядка 15 различных умений.
Делая миссии и убивая NPC зарабатываются очки опыта, за которые можно улучшить один из навыков до следующего уровня.

#### Война за системы
Обе фракции пытаются захватить контроль над большим количеством систем. Контроль над системой даёт фракции присутствие в ней своего корабля-аванпоста.
На этот корабль можно приземлиться и он обладает всеми функциями базового корабля, кроме выдачи миссий (точка воскрешения, покупка оборудования/патронов, починка корабля и смена своего корабля на другой при наличии).
Также он даёт бонус к работе шахтёрских кораблей в этой системе. Системы отличаются по уровню угрозы, чем выше уровень, тем более сильные НПЦ корабли в ней летают а также уровень персональных мобов, которые появляются возле корабля с некоторой периодичностью (и тем ценнее ресурсы в ней собираемые).
Для захвата контроля над системой необходимо, чтобы в системе присутствовали корабли фракции и активными действиями майнинг/нпц хантинг повышали уровень % присутствия, и когда влияние достигает 100 % корабль-аванпост прилетает в систему.
Максимум влияние можно довести до 300 %. В свою очередь противник может атаковать корабль-аванпост и когда уровень в системе понижается ниже 100 %
Кроме аванпоста в системе при достижении определённого процента контроля может появиться «ССД-Маяк», который позволяет совершить гиперпрыжок не в случайное место на границе системы, а в радиус ~1500 от аванпоста; лёгкие, средние и тяжёлые орудийные платформы (до 4 одновременно, более лёгкие заменяются более тяжёлыми), которые оснащены, соответственно, вооружением классов страйк, эскорт и линкоров. Фракция, контролирующая меньше систем, получает бонус к количеству жизней аванпоста (изначально 50000, что равно прочности главных кораблей флотилий — Пегасу, Галактике и базовому кораблю) и стоимость аренды базового корабля/Пегаса (о ней ниже) снижается с 10000 грамот вплоть до 5000 при минимуме контролируемых систем. В свою очередь, ХП аванпоста доминирующей стороны снижается.

#### Походы на аванпосты
В игре существует ещё один тип ресурса — мериты (грамоты), получаемые за уничтожение игроков противоположной фракции, выполнение ежедневных квестов и участие в походах на аванпосты противника.

#### Вызов базового корабля
Любой игрок, насобирав нужную сумму меритов, может 1 час полетать на Пегасе или Базовом корабле Сайлонов, но делать это лучше в окружении других кораблей своей фракции, так как Базовый корабль сайлонов оснащён только ракетами и совершенно беззащитен без охраны. Пегас стреляет из орудий, но тоже без охраны является лёгкой мишенью. В текущей версии игры вооружение Пегаса и Базового корабля Сайлонов полностью идентично.

#### Клановая система
Кланы в этой игре называются крылья (Wing). Крыло имеет свой чат.

#### Миссии
Есть два типа миссий в игре — обучающие, которые даёт специальный НПЦ на базовом корабле Адама (Колонистам) или Единица (Сайлонам),
и ежедневные, которые выдают персонажи в Комнате Отдыха. Также за выполнение одного из ежедневных заданий в Ангаре можно получать ежедневный пакет боеприпасов.
По мере повышения уровня условия выполнения ежедневных заданий будут усложняться, но также до определённого предела будет повышаться вознаграждение за них.

#### Динамические миссии
Существует два типа динамических миссий — «Транспорт в беде» и «Вторжение дронов». Первая появляется очень часто и почти во всех системах — на карте системы отмечается зелёным кружком со стрелкой. Вторая построена на основе внутриигрового события, происходившего ранее. Она достаточно редка и может происходить максимум в двух системах одновременно, отмечается жёлтым изображением иконки фракции дронов.
«Транспорт в беде» представляет собой точку на карте (необязательно в традиционной плоскости), при приближении к которой на расстояние 2000 в ней появляется транспорт с повреждённым двигателем и парой истребителей прикрытия. Транспорт может принадлежать любой из двух фракций. Задачей является либо его защита в течение 10 минут (если транспорт принадлежит дружественной фракции), либо уничтожение до истечения срока (если он враждебен). Вокруг транспорта в течение срока периодически будут появляться НПС, которые, соответственно, будут пытаться его уничтожить или защитить. Перечень НПС, которые могут появиться, зависит от корабля игрока и количества оных. Эту миссию можно выполнить как в одиночку, так и в группе.
При «вторжении дронов» необходимо уничтожить «командный связующий корабль» за 20 минут. Для защиты этого корабля будут спавнится дроны уникальных классов (артиллерия, поддержка и т. д.) в огромных количествах и весьма часто. Эту миссию обычно выполняют в группе из большого количества кораблей (10-15) всех классов — словом, как для штурма аванпоста.
За выполнение миссии можно получить одну из четырёх медалей: платину, золото, серебро или бронзу в зависимости от степени участия в миссии. Награда за миссию зависит от медали.

#### Арена
В игре предусмотрена специальная локация для PvP боёв, на которой игроки могут вызвать противника как из противоположной фракции, так и из своей. Бой проходит до смерти одного из противников, удержания одним из игроков маяка, но не более 10 минут, после чего победитель определяется по количеству нанесённого урона.
На основании PvP боёв формируется рейтинг. Лидеры рейтинга отмечены специальными значками (короной).

## Награды
- 30 сентября 2011—2011 Unity Awards Community Choice winner[9]
- European Games Award—2011 Best European Browser Game[10]